# Рытлина
Рытлина (болг. Рътлина) — село в Болгарии. Находится в Тырговиштской области, входит в общину Омуртаг. Население составляет 302 человека (2022).

## Политическая ситуация
В местном кметстве Рытлина, в состав которого входит Рытлина, должность кмета (старосты) исполняет Мустафа  Хикметов Мустафов (Движение за права и свободы (ДПС)) по результатам выборов правления кметства.
Кмет (мэр) общины Омуртаг — Неждет Джевдет Шабан Движение за права и свободы (ДПС)) по результатам выборов в правление общины.